# Campeonato Europeo de Baloncesto Masculino de 1969
La edición XVI del Campeonato Europeo de Baloncesto se celebró en Italia del 27 de septiembre al 5 de octubre de 1969. El torneo se disputó en dos sedes: Caserta y Nápoles y contó con la participación de 12 selecciones nacionales.
La medalla de oro fue para la selección de la Unión Soviética, que se impuso en la final a Yugoslavia por 81 a 72. La medalla de bronce fue para la selección de Checoslovaquia.

## Grupos
Los doce equipos participantes fueron divididos en dos grupos de la forma siguiente:
| Grupo 1    | Grupo 2         |
| ---------- | --------------- |
| Bulgaria   | Israel          |
| Grecia     | Italia          |
| Yugoslavia | Polonia         |
| Suecia     | Rumania         |
| España     | Unión Soviética |
| Hungría    | Checoslovaquia  |

## Primera fase

### Grupo 1
| Equipo          | J | G | P | T+  | T-  | DT   | PTS |
| --------------- | - | - | - | --- | --- | ---- | --- |
| Yugoslavia      | 5 | 5 | 0 | 447 | 282 | +165 | 10  |
| Unión Soviética | 5 | 4 | 1 | 415 | 308 | +107 | 9   |
| Bulgaria        | 5 | 3 | 2 | 359 | 363 | -4   | 8   |
| Hungría         | 5 | 2 | 3 | 335 | 380 | -45  | 7   |
| Grecia          | 5 | 1 | 4 | 338 | 400 | -62  | 6   |
| Suecia          | 5 | 0 | 5 | 312 | 473 | -161 | 5   |

| Fecha    | Partido         | Partido | Partido         | Resultado |
| -------- | --------------- | ------- | --------------- | --------- |
| 27.09.69 | Yugoslavia      | -       | Grecia          | 98-62     |
| 27.09.69 | Hungría         | -       | Unión Soviética | 63-95     |
| 27.09.69 | Bulgaria        | -       | Suecia          | 87-70     |
| 28.09.69 | Bulgaria        | -       | Hungría         | 66-65     |
| 28.09.69 | Suecia          | -       | Yugoslavia      | 43-115    |
| 28.09.69 | Grecia          | -       | Unión Soviética | 63-83     |
| 29.09.69 | Unión Soviética | -       | Suecia          | 91-47     |
| 29.09.69 | Grecia          | -       | Hungría         | 58-59     |
| 29.09.69 | Yugoslavia      | -       | Bulgaria        | 76-60     |
| 01.10.69 | Hungría         | -       | Yugoslavia      | 56-85     |
| 01.10.69 | Unión Soviética | -       | Bulgaria        | 85-62     |
| 01.10.69 | Grecia          | -       | Suecia          | 88-76     |
| 02.10.69 | Bulgaria        | -       | Grecia          | 84-67     |
| 02.10.69 | Unión Soviética | -       | Yugoslavia      | 61-73     |
| 02.10.69 | Suecia          | -       | Hungría         | 76-92     |

Todos los encuentros se disputaron en Caserta.

### Grupo 2
| Equipo         | J | G | P | T+  | T-  | DT  | PTS |
| -------------- | - | - | - | --- | --- | --- | --- |
| Checoslovaquia | 5 | 5 | 0 | 397 | 334 | +63 | 10  |
| Polonia        | 5 | 3 | 2 | 349 | 380 | -31 | 8   |
| Italia         | 5 | 3 | 2 | 334 | 299 | +35 | 8   |
| España         | 5 | 2 | 3 | 359 | 385 | -26 | 7   |
| Rumania        | 5 | 2 | 3 | 365 | 361 | +4  | 7   |
| Israel         | 5 | 0 | 5 | 381 | 426 | -45 | 5   |

| Fecha    | Partido        | Partido | Partido        | Resultado |
| -------- | -------------- | ------- | -------------- | --------- |
| 27.09.69 | Italia         | -       | España         | 65-53     |
| 27.09.69 | Israel         | -       | Polonia        | 78-92     |
| 27.09.69 | Checoslovaquia | -       | Rumania        | 72-70     |
| 28.09.69 | Checoslovaquia | -       | Israel         | 90-82     |
| 28.09.69 | Rumania        | -       | Italia         | 62-74     |
| 28.09.69 | Polonia        | -       | España         | 79-78     |
| 29.09.69 | Rumania        | -       | Israel         | 75-74     |
| 29.09.69 | Italia         | -       | Polonia        | 54-55     |
| 29.09.69 | España         | -       | Checoslovaquia | 60-97     |
| 01.10.69 | Rumania        | -       | España         | 63-78     |
| 01.10.69 | Israel         | -       | Italia         | 66-79     |
| 01.10.69 | Polonia        | -       | Checoslovaquia | 60-75     |
| 02.10.69 | Polonia        | -       | Rumania        | 63-95     |
| 02.10.69 | Italia         | -       | Checoslovaquia | 62-63     |
| 02.10.69 | España         | -       | Israel         | 90-81     |

Todos los encuentros se disputaron en Nápoles.

## Fase final

### Puestos del 1 al 4
|  | Puestos del 1 al 4 | Puestos del 1 al 4 |    |         | Final                  | Final |  |
|  |                    |                    |    |         |                        |       |  |
|  |                    |                    |    |         |                        |       |  |
|  |                    |                    |    |         |                        |       |  |
|  | Yugoslavia         | 76                 |    |         |                        |       |  |
|  | Polonia            | 74                 |    |         |                        |       |  |
|  |                    |                    |    |         |                        |       |  |
|  |                    |                    |    |         |                        |       |  |
|  |                    |                    |    |         | Yugoslavia             | 72    |  |
|  |                    | Unión Soviética    | 81 |         |                        |       |  |
|  |                    |                    |    |         |                        |       |  |
|  |                    |                    |    |         |                        |       |  |
|  |                    |                    |    |         | Tercer y cuarto puesto |       |  |
|  |                    |                    |    |         |                        |       |  |
|  | Checoslovaquia     | 69                 |    | Polonia | 75                     |       |  |
|  | Unión Soviética    | 83                 |    |         | Checoslovaquia         | 77    |  |

### Puestos del 5 al 8
|  | Puestos del 5 al 8 | Puestos del 5 al 8 |    |          | Puesto 5 | Puesto 5 |  |
|  |                    |                    |    |          |          |          |  |
|  |                    |                    |    |          |          |          |  |
|  |                    |                    |    |          |          |          |  |
|  | Bulgaria           | 75                 |    |          |          |          |  |
|  | España             | 78                 |    |          |          |          |  |
|  |                    |                    |    |          |          |          |  |
|  |                    |                    |    |          |          |          |  |
|  |                    |                    |    |          | España   | 71       |  |
|  |                    | Italia             | 66 |          |          |          |  |
|  |                    |                    |    |          |          |          |  |
|  |                    |                    |    |          |          |          |  |
|  |                    |                    |    |          | Puesto 7 |          |  |
|  |                    |                    |    |          |          |          |  |
|  | Italia             | 78                 |    | Bulgaria | 92       |          |  |
|  | Hungría            | 60                 |    |          | Hungría  | 48       |  |

### Puestos del 9 al 12
|  | Puestos del 9 al 12 | Puestos del 9 al 12 |    |        | Puesto 9  | Puesto 9 |  |
|  |                     |                     |    |        |           |          |  |
|  |                     |                     |    |        |           |          |  |
|  |                     |                     |    |        |           |          |  |
|  | Grecia              | 95                  |    |        |           |          |  |
|  | Israel              | 62                  |    |        |           |          |  |
|  |                     |                     |    |        |           |          |  |
|  |                     |                     |    |        |           |          |  |
|  |                     |                     |    |        | Grecia    | 81       |  |
|  |                     | Rumania             | 87 |        |           |          |  |
|  |                     |                     |    |        |           |          |  |
|  |                     |                     |    |        |           |          |  |
|  |                     |                     |    |        | Puesto 11 |          |  |
|  |                     |                     |    |        |           |          |  |
|  | Rumania             | 95                  |    | Israel | 92        |          |  |
|  | Suecia              | 84                  |    |        | Suecia    | 83       |  |

### Puestos del 9º al 12º
| Fecha    | Partido | Partido | Partido | Resultado |
| -------- | ------- | ------- | ------- | --------- |
| 04.10.69 | Grecia  | -       | Israel  | 95-62     |
| 04.10.69 | Rumania | -       | Suecia  | 95-84     |

### Puestos del 5º al 8º
| Fecha    | Partido  | Partido | Partido | Resultado |
| -------- | -------- | ------- | ------- | --------- |
| 04.10.69 | Bulgaria | -       | España  | 75-78     |
| 04.10.69 | Italia   | -       | Hungría | 78-60     |

### Semifinales
| Fecha    | Partido        | Partido | Partido         | Resultado |
| -------- | -------------- | ------- | --------------- | --------- |
| 04.10.69 | Yugoslavia     | -       | Polonia         | 76-74     |
| 04.10.69 | Checoslovaquia | -       | Unión Soviética | 69-83     |

### Undécimo puesto
| Fecha    | Partido | Partido | Partido | Resultado |
| -------- | ------- | ------- | ------- | --------- |
| 05.10.69 | Israel  | -       | Suecia  | 92-83     |

### Noveno puesto
| Fecha    | Partido | Partido | Partido | Resultado |
| -------- | ------- | ------- | ------- | --------- |
| 05.10.69 | Grecia  | -       | Rumania | 81-87     |

### Séptimo puesto
| Fecha    | Partido  | Partido | Partido | Resultado |
| -------- | -------- | ------- | ------- | --------- |
| 05.10.69 | Bulgaria | -       | Hungría | 92-48     |

### Quinto puesto
| Fecha    | Partido | Partido | Partido | Resultado |
| -------- | ------- | ------- | ------- | --------- |
| 05.10.69 | España  | -       | Italia  | 71-66     |

### Tercer puesto
| Fecha    | Partido | Partido | Partido        | Resultado |
| -------- | ------- | ------- | -------------- | --------- |
| 05.10.69 | Polonia | -       | Checoslovaquia | 75-77     |

### Final
| Fecha    | Partido    | Partido | Partido         | Resultado |
| -------- | ---------- | ------- | --------------- | --------- |
| 05.10.69 | Yugoslavia | -       | Unión Soviética | 72-81     |

## Medallero
|                 |            |                |
| Unión Soviética | Yugoslavia | Checoslovaquia |

## Clasificación final
| 1. - Unión Soviética |
| 2. - Yugoslavia      |
| 3. - Checoslovaquia  |
| 4. - Polonia         |
| 5. - España          |
| 6. - Italia          |
| 7. - Bulgaria        |
| 8. - Hungría         |
| 9. - Rumania         |
| 10. - Grecia         |
| 11. - Israel         |
| 12. - Suecia         |

## Trofeos individuales

### Mejor jugadorMVP
- Serguéi Belov

## Plantilla de los 4 primeros clasificados
1.Unión Soviética: Serguéi Belov, Aleksandr Belov, Modestas Paulauskas, Gennadi Volnov, Priit Tomson, Anatoly Polivoda, Zurab Sakandelidze, Vladimir Andreev, Aleksander Kulkov, Aleksander Boloshev, Sergei Kovalenko, Vitalij Zastuchov (Entrenador: Alexander Gomelsky)
2.Yugoslavia: Krešimir Ćosić, Ivo Daneu, Nikola Plećaš, Vinko Jelovac, Damir Šolman, Rato Tvrdić, Ljubodrag Simonović, Trajko Rajković, Dragutin Čermak, Dragan Kapičić, Vladimir Cvetković, Zoran Maroević (Entrenador: Ranko Žeravica)
3.Checoslovaquia: Jiri Zidek Sr., Vladimir Pistelak, Jiri Zednicek, Frantisek Konvicka, Jiri Ruzicka, Jiri Ammer, Jan Bobrovsky, Robert Mifka, Karel Baroch, Jiri Konopasek, Petr Novicky, Jan Blazek (Entrenador: Nikolaj Ordnung)
4.Polonia: Bohdan Likszo, Edward Jurkiewicz, Bolesław Kwiatkowski, Wlodzimierz Trams, Andrzej Seweryn, Grzegorz Korcz, Waldemar Kozak, Henryk Cegielski, Jan Dolczewski, Marek Ladniak, Adam Niemiec, Krzysztof Gula (Entrenador: Witold Zagorski)